# Марсел Пинел
Марсел Пинел (фр. Marcel Pinel; Хонфлер, 8. јула 1908 — Хонфлер, 18. марта 1968) био је француски фудбалер.

## Биографија
Рођен у Хонфлеуру, Пинел је почео у клубу у свом родном граду Хонфлеур, а након преласка у Универзитетски клуб Париз и Стаде Францоа, 1925. се придружио Црвеној звезди Олимпик где је играо центарфора.
Играо је за Француску 7 пута (1930) и постигао 4 гола. Ова четири гола постигнута су против Белгије у две утакмице.
Његова прва утакмица дошла је против Бразила, у Рио де Жанеиру, што је резултирало поразом од 3:2, али Французи овај меч не признају. Стога је његова прва званична утакмица дошла против Чехословачке у поразу од 3: 2 у Коломбу.
Учествовао је на првом Светском купу 1930. године у Уругвају, након што је затражио дозволу да одслужи војни рок у Доуанесу. Са својим бившим саиграчем у Црвеној звезди, Огустином Шантрелом, другим интелектуалцем у француском тиму, био је дописник спортског листа Л'Ауто који је извештавао о турниру.
Француски фудбал је 1932. године постао званично професионални и играо је у првом националном првенству. Пребачени у Дивизију 2, аудоније су следеће сезоне освојили првенство и вратили се у прву лигу. Марсел Пинел је играо до 1935. године у Црвеној звезди Олимпик.
По њему је назван стадион у његовом родном граду Хонфлеур.